# K2-39
K2-39, EPIC 206247743 — одиночная звезда в созвездии Водолея на расстоянии приблизительно 1003 световых лет (около 308 парсек) от Солнца. Видимая звёздная величина звезды — +10,847m. Возраст звезды оценивается как около 3,09 млрд лет.
Вокруг звезды обращается, как минимум, одна планета.

## Характеристики
K2-39 — оранжевый гигант спектрального класса K2III. Масса — около 0,63 солнечной, радиус — около 3,06 солнечных, светимость — около 4,722 солнечных. Эффективная температура — около 4860 К.

## Планетная система
В 2016 году командой астрономов, работающих с фотометрическими данными в рамках проекта Kepler K2, было объявлено об открытии планеты K2-39 b.